# Nurafshon
Nurafshon (in uzbeco Нурафшон?; in russo Нурафшон?, Nurafšon), fino al 2017 To'ytepa (in uzbeco Тўйтепа?; in russo Тойтепа?, Tojtepa), è il capoluogo del distretto di O'rta Chirchik, nella regione di Tashkent, in Uzbekistan. Il suo nome significa letteralmente "montagna della gioia". La città ha una popolazione di 22 111 (calcolati per il 2010). Si trova circa 30 km a sud di Tashkent e a 20 km da Ohangaron.
L'economia della città si basa principalmente sull'industria tessile, soprattutto cotone, e nella zona ci sono miniere di fluorite.
Due ossari del periodo zoroastriano (VI secolo), qui rinvenuti, sono stati portati al museo di Samarcanda.